# Charles Liedts
Pour les articles homonymes, voir Charles et Liedts.
Le baron Charles Augustin Liedts (Audenarde, le 1er décembre 1802 - Bruxelles, le 21 mars 1878) est un homme d'État belge de tendance libérale.

## Biographie
Charles Liedts est issu d'une famille qui jouait un rôle majeur dans la politique locale d'Audenarde. Guillelmus Liedts, le grand-oncle de Charles, avait été échevin et lieutenant dans l'armée des patriotes lors de la création des États-Belgiques-Unis. Laurent Liedts, son père siégeait au conseil communal et était receveur des hospices civils de la ville. Le 22 juillet 1865, il épouse Rose de Haen, fille d'un avoué anversois à Anvers.
Charles est diplômé en droit de l'Université de Gand en 1823. Il s'inscrit au barreau d'Audenarde. À la révolution de 1830, il est nommé commissaire du gouvernement au tribunal de première instance de cette ville. Peu après, il est nommé procureur au palais de justice de Gand, puis, de 1831 à 1840, président du tribunal de première instance d'Anvers. 
Il siège également au Congrès national, où il est nommé secrétaire. Il y introduit un amendement qui donnait à l'administration centrale l'obligation de traduire en néerlandais le Bulletin officiel des arrêtés et des actes du gouvernement provisoire (alors que cela relevait jusque-là de la responsabilité des gouverneurs de province). Il est ensuite élu député en 1831 et le reste de manière ininterrompue jusqu'en 1848 (il est président de la Chambre de 1843 à 1848). Il fait notamment passer une loi sur le repartage entre provinces des impôts fonciers, qui avantage les propriétaires terriens de Flandre-Orientale. Il devra renoncer à son siège en 1848, à cause de la loi des incompatibilités.
En 1838, il est nommé négociateur auprès de la Conférence de Londres. En 1843, il est envoyé à Paris pour négocier un accord d'union douanière, qui n'aboutira jamais, avec Félix de Muelenaere et Adolphe Dechamps. De 1848 à 1851, il est en mission aux Pays-Bas pour négocier la fin du monopole sur le commerce avec les Indes néerlandaises, ce qui serait un débouché important pour l'industrie du coton de Gand alors en crise. Un accord est finalement signé avec les Pays-Bas. En 1852 il participe avec Firmin Rogier à Paris aux négociations pour le renouvellement d'un accord douanier avec la France.
De 1840 à 1841 il est ministre de l'Intérieur dans le gouvernement de Joseph Lebeau et de Charles Rogier. Le 16 mars 1841, il crée la Commission centrale des statistiques. Il devient ensuite gouverneur de la province de Hainaut (1841-1845), où il s'intéressa au développement économique, en particulier des charbonnages du Borinage.
En 1845, il est nommé gouverneur de la province de Brabant par le Premier ministre Sylvain Van de Weyer, vexé par son refus d'un poste ministériel. Il restera gouverneur jusqu'en 1860, avec une interruption de 1852 à 1855, quand il est ministre des Finances (en remplacement de Walthère Frère-Orban qui s'oppose à la ratification de l'accord douanier signé avec la France). À ce poste, il prend des mesures en faveur de la Société générale de Belgique : il freine le développement de la Banque nationale en restreignant sa capacité d'émission de billets. Frère-Orban critiqua cette politique.
Le 18 février 1849, il fut nommé membre honoraire de la Société royale de Flore de Bruxelles.
Il s'intéresse également beaucoup à l'économie et siège dans les instances de nombreuses entreprises. En 1861, il succède à Ferdinand de Meeûs et devient gouverneur de la Société générale (il le reste jusqu'en 1877).  Il est remplacé par Victor Tesch. En 1870, il est fait baron par le roi.  Sa devise était  « All for Duty ».  Il habita un petit domaine à Audenarde et son petit château existe toujours.
Le 21 mars 1878, en son domicile sis à Bruxelles, rue Guimard 6, il succombe à la maladie qui le minait depuis longtemps. Le service funèbre se tient le 25 mars 1878 en l'église de Saint-Josse-ten-Noode suivi de l'inhumation au cimetière de Laeken.

## Hommages et distinctions
Il était ministre d'État.
Dans la commune bruxelloise de Schaerbeek, une place importante - ainsi qu'une rue - porte le nom de Charles Liedts.
Parmi les nombreuses distinctions, il a reçu : 
- Grand cordon de l'ordre de Léopold ;
- Croix de fer (Belgique) ;
- Grand officier de la Légion d'honneur ;
- Grand cordon de l'ordre du Lion néerlandais ;
- Chevalier 1ère classe de l'ordre de l'Aigle rouge de Prusse ;
- Grand cordon de l'ordre de la Couronne de fer d'Autriche.